# مون‌شاین

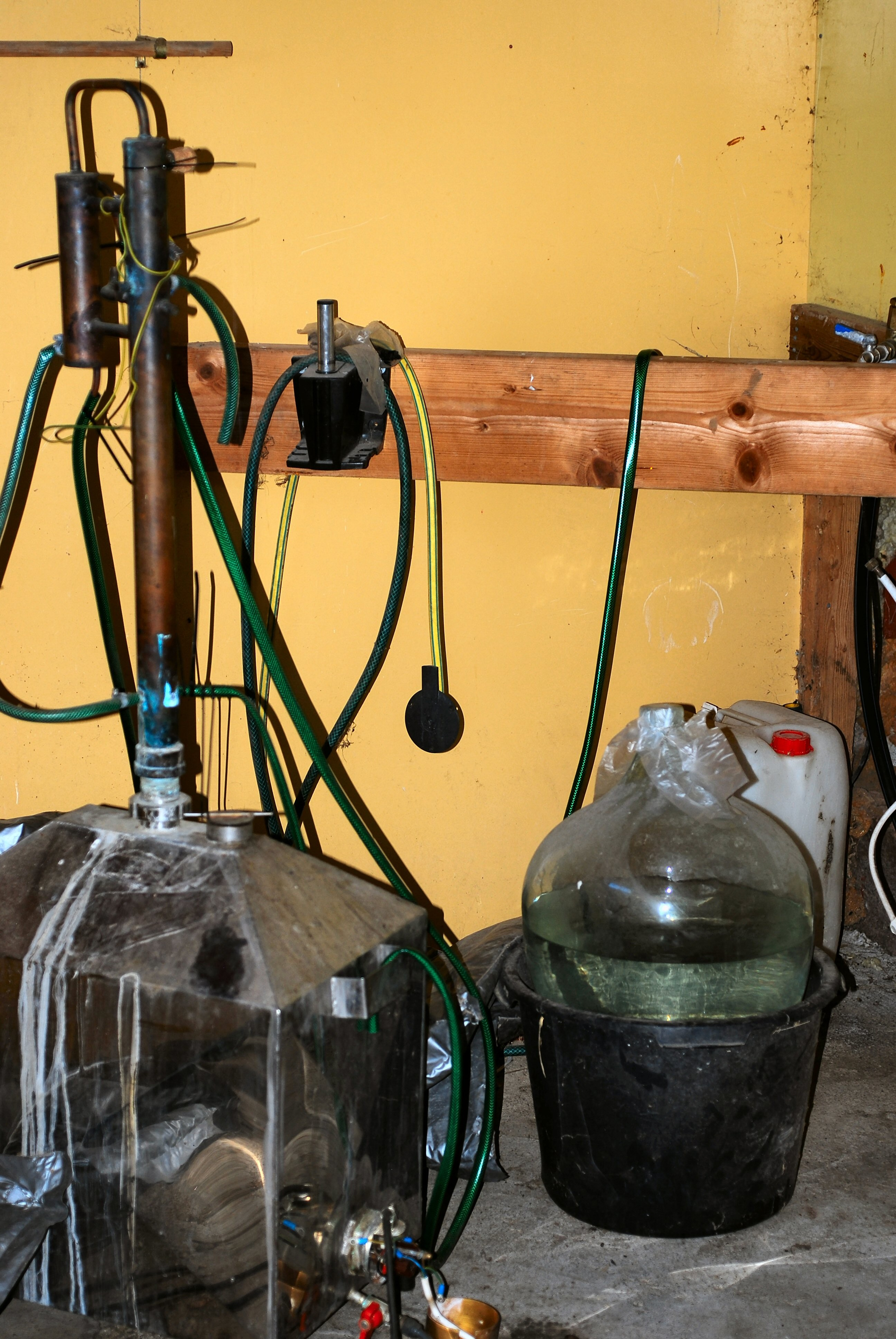
یک قابلمه مدرن DIY

مون‌شاین مشروبات الکلی با خلوص الکل بالا است که معمولاً غیرقانونی تولید می‌شود. این نام از سنت ایجاد الکل در طول شب گرفته شده‌است، بنابراین از تشخیص جلوگیری می‌شود. در دهه‌های اول قرن بیست و یکم، کارخانه‌های تقطیر تجاری شروع به تولید نسخه‌های جدید خود از مون‌شاینی، از جمله بسیاری از انواع طعم‌دار کرده‌اند.

## واژه‌شناسی
زبان‌ها و کشورهای مختلف شرایط خاص خود را برای مون‌شاین دارند (به مون‌شاین بر اساس کشور مراجعه کنید).
در زبان انگلیسی، مون‌شاین به نام‌های شبنم کوه، چوپ، هوچ (مخفف هوچینو، نام مشروب خاص، از تلینگیت)، هوم‌برو، مولکیک ، شین، رعد و برق سفید، مشروب سفید/ذرت، ویسکی سفید/ذرت، عبور از اطراف نیز شناخته می‌شود. , آب آتش، بوتلگ.

## کریستالیزاسیون کسری
اتانول ممکن است در نوشیدنی‌های تخمیر شده از طریق انجماد متمرکز شود. به عنوان مثال، نام سیب جک از روش سنتی تولید نوشیدنی، جک کردن، فرایند انجماد سیب تخمیر شده و سپس حذف یخ و افزایش محتوای الکل گرفته شده‌است. با شروع آب میوه تخمیر شده، با محتوای الکل کمتر از ده درصد، نتیجه غلیظ می‌تواند حاوی ۲۵–۴۰٪ الکل باشد.

## عکس‌های مون‌شاین

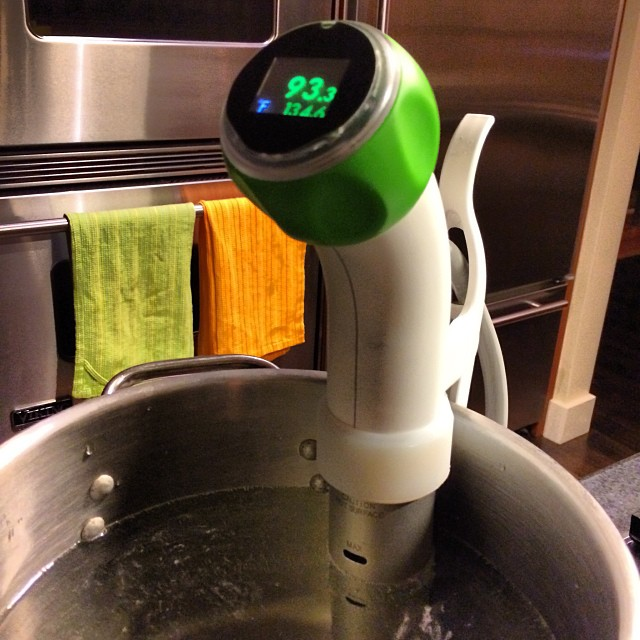
یک دستگاه سیرکولاتور غوطه وری حرارتی، مانند این چوب کیسه‌پزی، برای تبخیر اتانول در دستگاه های ثابت پلاستیکی یا دستگاه های مارپیچی استفاده می‌شود.

در برخی از کشورها، فروش، واردات و مالکیت بدون مجوز مون‌شاینی غیرقانونی است. با این حال، علاقه مندان در گروه‌های اینترنتی نحوه به دست آوردن تجهیزات و مونتاژ آن را در یک دستگاه ثابت توضیح می‌دهند. برای کاهش هزینه‌ها، ظروف فولادی ضدزنگ اغلب با ظروف پلاستیکی (به عنوان مثال پلی پروپیلن) جایگزین می‌شوند که می‌توانند گرما را تحمل کنند، مفهومی از مون‌شاین پلاستیک.
- یک ستون ثابت، یا یک ثابت مارپیچی، می‌تواند محتوای الکل بخار 95% ABV را به دست آورد.
- مون‌شاین معمولاً تا 40% ABV تقطیر می‌شود و به ندرت بالای ۶۶٪ بر اساس ۴۸ نمونه تقطیر می‌شود.[۴] برای مثال، دستگاه‌های ثابت قابلمه معمولی معمولاً ۴۰ درصد ABV تولید می‌کنند و پس از تقطیرهای متعدد بین ۶۰ تا ۸۰ درصد ABV تولید می‌کنند. با این حال، اتانول را می‌توان با حرارت دادن الک‌های مولکولی 3A مانند زئولیت 3A تا 95% ABV خشک کرد.[۵][۶][۷][۸][۹]

منبع گرمای ترجیحی برای عکس‌های ثابت پلاستیکی یا عکس‌های مارپیچی، چوب‌های سوسویدی هستند. اینها دما، زمان و گردش خون را کنترل می‌کنند و بنابراین بر گرمکن‌های غوطه وری ترجیح داده می‌شوند. برای افزایش وات می‌توان از چندین واحد استفاده کرد. همچنین چوب‌های سوسوی که معمولاً با توان ۱۲۰۰ وات فروخته می‌شوند و معمولاً دمای آن تا ۹۰ درجه سلسیوس (۱۹۴ درجه فارنهایت) تنظیم می‌شود. (اتانول در ۷۸ درجه سلسیوس (۱۷۲ درجه فارنهایت) می‌جوشد)، اتانول را سریعتر از بخاری غوطه وری که معمولاً در ۳۰۰ وات فروخته می‌شود تبخیر می‌کند. اگر بخاری‌های غوطه وری اصلاح شوند ممکن است آسیب الکتریکی رخ دهد. به عنوان مثال، اگر ۳۵ درجه سلسیوس (۹۵ درجه فارنهایت) ترموستات از بخاری آکواریوم خارج می‌شود زیرا ممکن است عایق رطوبتی آنها را بشکند یا اگر بخاری غوطه وری از دیگ آب برقی جدا شود.

### ثابت‌های تبخیر

#### ثابت پلاستیکی
دستگاه پلاستیکی دستگاهی برای تقطیر است که مخصوص جداسازی اتانول و آب است. سکوهای پلاستیکی رایج هستند زیرا ارزان هستند و ساخت آنها آسان است. اصل این است که مقدار کمتری از مایع در یک ظرف کوچکتر باز در داخل ظرف بزرگتر که بسته‌است قرار می‌گیرد. یک بخاری غوطه وری ارزان قیمت ۱۰۰ وات معمولاً به عنوان منبع گرما استفاده می‌شود، اما یک دستگاه سیرکولاتور غوطه وری حرارتی، مانند یک چوب سوسوی ایده‌آل است زیرا دارای یک کنترل‌کننده دما است. مایع در حدود ۵۰ درجه سلسیوس (۱۲۲ درجه فارنهایت) گرم نگه داشته می‌شود که به آرامی اتانول را تبخیر می‌کند تا 40% ABV که در دیواره‌های داخلی ظرف بیرونی متراکم می‌شود. چگالشی که در ته ظرف انباشته می‌شود، می‌تواند مستقیماً از طریق فیلتر حاوی کربن فعال به پایین منحرف شود. محصول نهایی تقریباً دو برابر بیشتر از مایع اولیه الکل دارد و در صورت تمایل تقطیر قوی‌تر، می‌توان آن را چندین بار تقطیر کرد. این روش کند است و برای تولید در مقیاس بزرگ مناسب نیست.

### جوشاندن سکوها

#### تقطیر جزء به جزء

##### ستون تقطیر
1. Analyzer*
2. Rectifier*

1. Wash
2. Steam
3. Liquid out
4. Alcohol vapor
5. Recycled less volatile components
6. Most volatile components
7. Condenser

افسانه: *هر دو ستون با بخار از قبل گرم می‌شوند

ستون ثابت که به آن ثابت پیوسته، ثابت ثبت اختراع یا Coffey still نیز گفته می‌شود، انواع ثابتی است که از دو ستون تشکیل شده‌است. یک ستون ثابت می‌تواند محتوای الکل بخار 95% ABV را بدست آورد.

###### ثابت مارپیچی
دستگاه مارپیچ نوعی ستون ثابت با دستگاه تقطیر ساده با هوا خنک است که معمولاً برای چکمه زدن استفاده می‌شود. ستون و کولر از یک ۵-فوت-long (۱٫۵-متر) زخم لوله مسی به شکل مارپیچی. لوله ابتدا بالا می‌رود تا به عنوان یک ستون ساده عمل کند و سپس پایین می‌رود تا محصول خنک شود. ظروف آشپزی معمولاً از ۳۰-لیتر (۶٫۶-گالون-بریتانیایی؛ ۷٫۹-گالون-آمریکایی) سطل شراب پلاستیکی. منبع گرما معمولاً یک سیرکولاتور غوطه‌وری حرارتی است (معمولاً با توان ۱۲۰۰ وات کار می‌کند)، مانند یک چوب سوسیس، زیرا یافتن بخاری‌های غوطه‌وری ۳۰۰ واتی دشوار است، و جدا کردن بخاری غوطه‌وری از دیگ آب برقی خطرناک است، زیرا ممکن است باعث آسیب الکتریکی شود. مشعل مارپیچ محبوب است زیرا با وجود ساخت ساده و هزینه ساخت پایین، می‌تواند 95% ABV را ارائه دهد.

#### قابلمهتقطیر
دیگ یک نوع دستگاه تقطیر است یا هنوز برای تقطیر مشروبات طعم دار مانند ویسکی یا کنیاک استفاده می‌شود، اما الکل اصلاح نشده‌است زیرا در جداسازی مواد همسان ضعیف هستند. دستگاه‌های پات بر اساس تقطیر دسته‌ای عمل می‌کنند (برخلاف دستگاه‌های Coffey یا ستونی که به صورت پیوسته کار می‌کنند). به‌طور سنتی از مس ساخته می‌شود، سکوهای قابلمه بسته به مقدار و سبک‌روح، در طیف وسیعی از اشکال و اندازه‌ها ساخته می‌شوند. تغییرات جغرافیایی در طراحی ثابت وجود دارد، با برخی از عکس‌ها در مناطق آپالاشیا محبوبیت پیدا می‌کنند.
عرقیات تقطیر شده در گلدان معمولاً ۴۰ درصد ABV است و پس از تقطیرهای متعدد بین ۶۰ تا ۸۰ درصد از آن خارج می‌شود.

## ایمنی
مون‌شاینی که تولید ضعیفی دارد می‌تواند آلوده شود، عمدتاً از موادی که در ساخت و ساز استفاده می شود. استفاده از رادیاتورهای خودرو به عنوان کندانسور بسیار خطرناک است. در برخی موارد، گلیکول تولید شده از ضدیخ می‌تواند مشکل ساز باشد. رادیاتورهای مورد استفاده به عنوان کندانسور همچنین می‌توانند حاوی سرب در اتصالات لوله‌کشی باشند. استفاده از این روش‌ها اغلب منجر به نابینایی یا مسمومیت با سرب در افرادی که مشروبات الکلی آلوده مصرف می‌کردند، می‌شد.  در ایالات متحده در دوران ممنوعیت، بسیاری از مردم به دلیل مصرف مواد ناسالم با مون‌شاین خود جان خود را از دست دادند. مصرف مون‌شاین آلوده به سرب یک عامل خطر جدی برای نقرس زحلی است، یک بیماری بسیار دردناک اما قابل درمان که به کلیه‌ها و مفاصل آسیب می‌رساند.
اگرچه متانول در مقادیر سمی از طریق تخمیر قندها از نشاسته غلات تولید نمی‌شود، آلودگی هنوز توسط تقطیرکنندگان بی پروا که از متانول ارزان قیمت برای افزایش استحکام ظاهری محصول استفاده می‌کنند، امکان‌پذیر است. مون‌شاین را می‌توان با دور انداختن «فورشات» - ۵۰–۱۵۰ میلیلیتر (۱٫۸–۵٫۳ اونس مایع بریتانیایی؛ ۱٫۷–۵٫۱ اونس مایع آمریکایی) هم خوش طعم تر و هم شاید کمتر خطرناک کرد. الکلی که از کندانسور می‌چکد. از آنجایی که متانول در دمای پایین‌تری نسبت به اتانول تبخیر می‌شود، معمولاً اعتقاد بر این است که پیش‌نمایش حاوی بیشتر متانول، در صورت وجود، از ماش است. با این حال، تحقیقات نشان می‌دهد که اینطور نیست و متانول تا پایان دوره تقطیر وجود دارد. با وجود این، دستگاه‌های تقطیر معمولاً پیش‌شات‌ها را تا زمانی که دمای دستگاه به ۸۰ درجه سلسیوس (۱۷۶ درجه فارنهایت) برسد، جمع‌آوری می‌کنند. علاوه بر این، هدی که بلافاصله بعد از تصویربرداری پیش‌فرض می‌آید، معمولاً حاوی مقادیر کمی از ترکیبات نامطلوب دیگر مانند استون و آلدئیدهای مختلف است. الکل‌های فوزل دیگر محصولات جانبی نامطلوب تخمیر هستند که در «پس از عکس» موجود هستند و معمولاً دور ریخته می‌شوند.
غلظت‌های الکل در قدرت‌های بالاتر (GHS غلظت‌های بالاتر از 24% ABV را خطرناک تشخیص می‌دهد) قابل اشتعال هستند و بنابراین کنترل آن خطرناک است. این امر به ویژه در طول فرایند تقطیر صادق است، زمانی که الکل تبخیر شده ممکن است در هوا به غلظت‌های خطرناکی برسد، اگر تهویه کافی فراهم نشود.

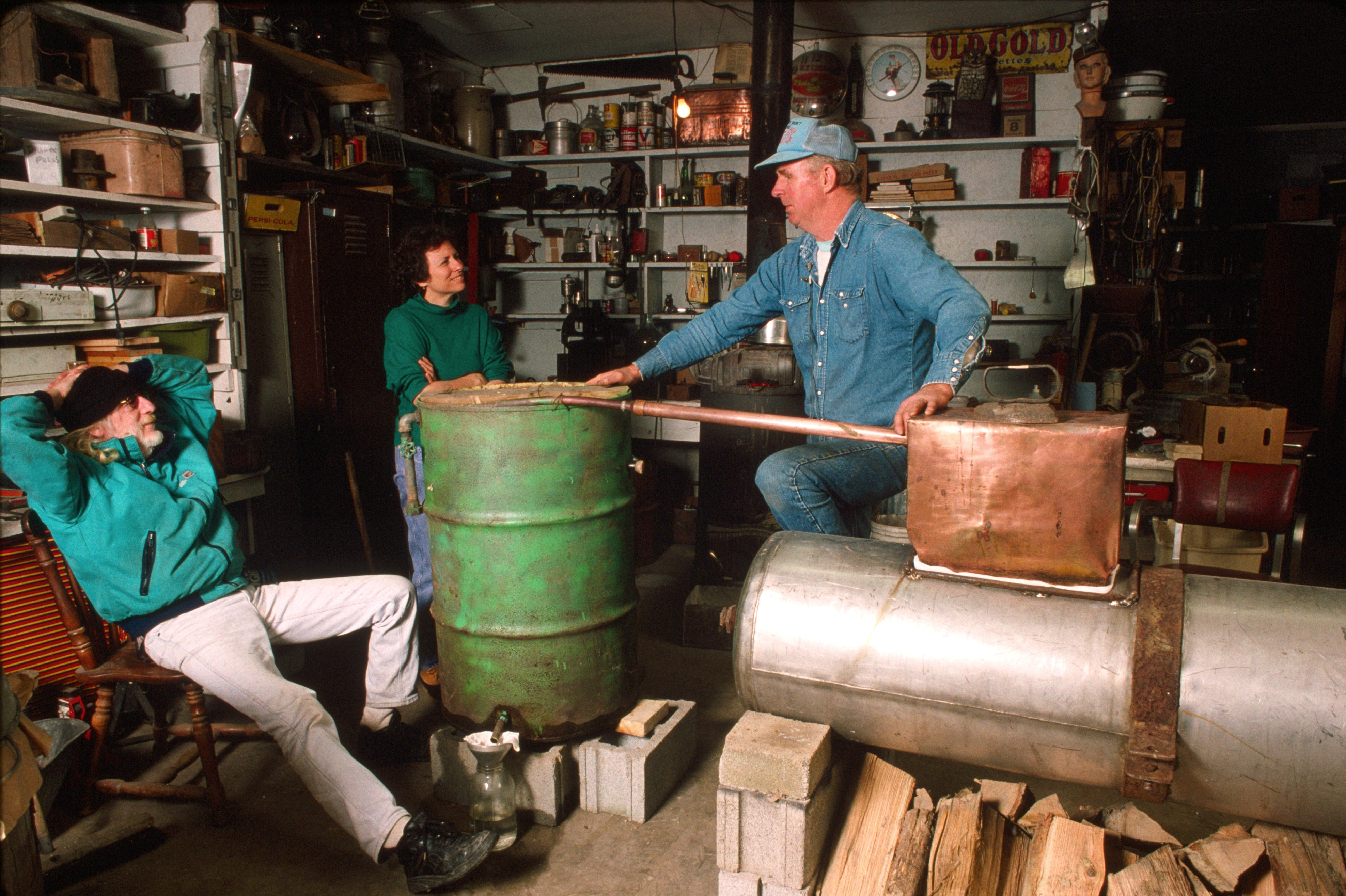
جان بومن، مون‌شاین‌نورد سابق ویرجینیای غربی، عملکرد یک دستگاه عکس را توضیح می‌دهد. (نوامبر ۱۹۹۶، مرکز فولکلایف آمریکا)

### مون‌شاین تقلبی
مون‌شاین ناخالص به‌طور قابل توجهی خطر ابتلا به بیماری کلیوی را در بین افرادی که به‌طور منظم آن را مصرف می‌کنند، افزایش می‌دهد، عمدتاً به دلیل افزایش محتوای سرب.
شیوع مسمومیت با متانول زمانی رخ می‌دهد که متانول به‌طور تصادفی در تولید مون‌شاین تولید شده باشد یا برای تقلب در مون‌شاین استفاده شده باشد.

### تست‌ها
تخمین سریع قدرت الکلی، یا اثبات، تقطیر (نسبت الکل به آب) اغلب با تکان دادن یک ظرف شفاف از تقطیر به دست می‌آید. حباب‌های بزرگ با مدت زمان کوتاه نشان دهنده محتوای الکل بالاتر است، در حالی که حباب‌های کوچکتر که به آرامی ناپدید می‌شوند نشان دهنده محتوای الکل کمتر است.
روش مطمئن تر استفاده از الکل سنج یا هیدرومتر است. یک هیدرومتر در طول و بعد از فرایند تخمیر برای تعیین درصد الکل بالقوه مون‌شاین استفاده می‌شود، در حالی که یک الکل سنج پس از تقطیر محصول برای تعیین درصد حجمی یا اثبات استفاده می‌شود.

### اسطوره

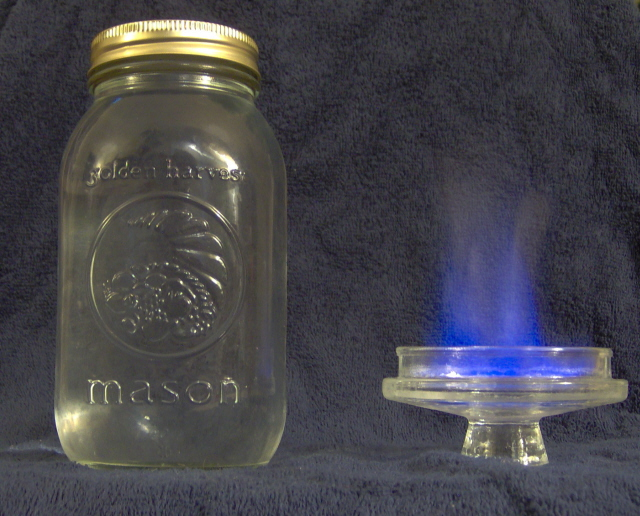
یک شیشه معمولی از مون‌شاین، با یک نمونه در حال مشتعل شدن برای تولید شعله آبی. زمانی به اشتباه اعتقاد بر این بود که شعله آبی به معنای بی خطر بودن نوشیدن است.

یک آزمایش رایج عامیانه برای کیفیت مون‌شاین این بود که مقدار کمی از آن را در قاشق ریخته و آن را آتش زدند. تئوری این بود که یک تقطیر مطمئن با شعله آبی می‌سوزد، اما یک تقطیر آلوده با شعله زرد می‌سوزد. تمرین کنندگان این آزمایش ساده همچنین معتقد بودند که اگر از سیم پیچ رادیاتور به عنوان کندانسور استفاده می‌شد، در تقطیر سرب وجود داشت که شعله ای مایل به قرمز ایجاد می‌کرد. این منجر به یادگاری «سرب قرمز می‌شود و شما را می‌میرد.» یا «قرمز به معنای مرده‌است». 
سایر اجزای سمی مانند متانول را نمی‌توان با آزمایش سوختگی ساده تشخیص داد، زیرا شعله‌های متانول نیز آبی هستند و در نور روز به سختی قابل مشاهده هستند.

## قانونی بودن
تولید مشروبات الکلی از طریق تقطیر، کریستالیزاسیون جزئی و غیره در خارج از یک کارخانه تقطیر ثبت شده در بسیاری از کشورها غیرقانونی است.

## تاریخ

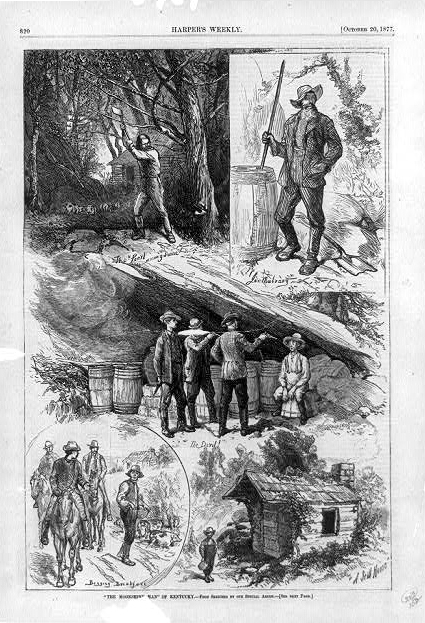
مرد مون‌شاینی کنتاکی، تصویری از هفته نامه هارپر ، ۱۸۷۷، که پنج صحنه از زندگی یک مون‌شاین کن کنتاکی را نشان می‌دهد.

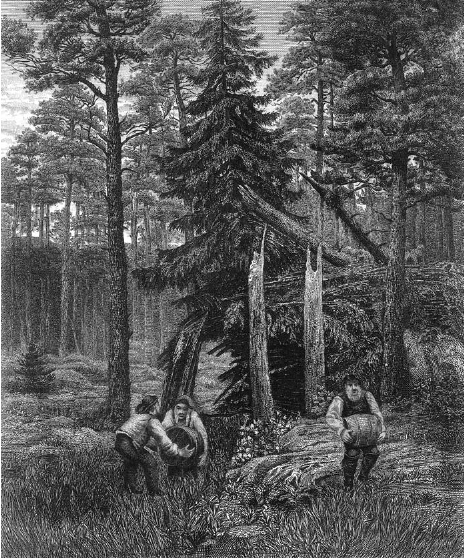
مون‌شاین، صحنه ای از مجمع الجزایر لوویسا در قرن نوزدهم، اثر برنت لیندهولم

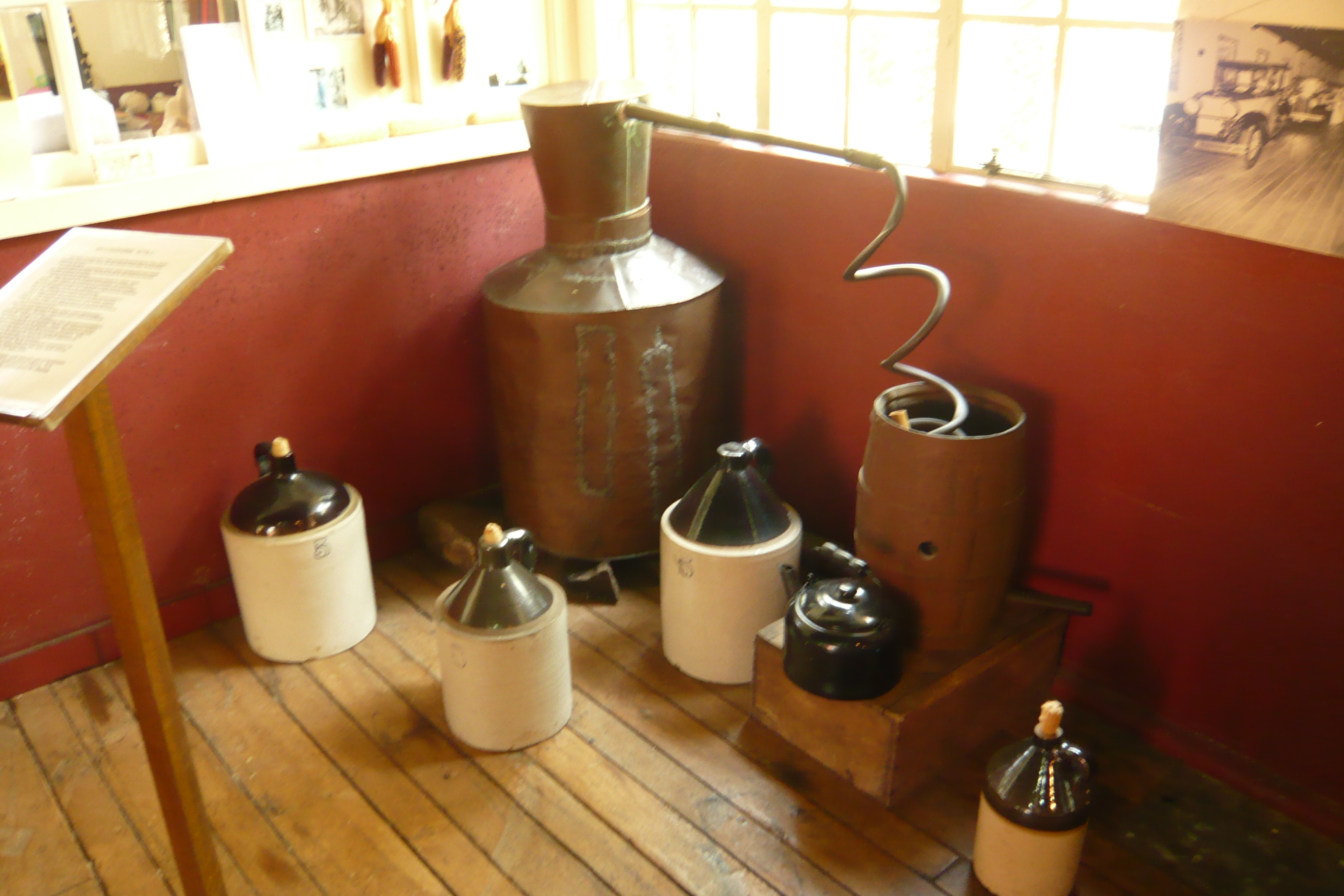
دستگاه تقطیر مون‌شاینی تاریخی در موزه

مون‌شاین از نظر تاریخی به «ویسکی شفاف و پیر نشده» اشاره می‌کرده‌است، که زمانی با جو در اسکاتلند و ایرلند یا پوره ذرت در ایالات متحده ساخته می‌شد، اگرچه شکر در قرن گذشته به همان اندازه در مشروبات الکلی غیرقانونی رایج شد. این کلمه در جزایر بریتانیا در نتیجه قوانین مالیات غیرمستقیم سرچشمه گرفت، اما تنها در ایالات متحده پس از تصویب مالیاتی که در طول جنگ داخلی برای غیرقانونی کردن اقلام غیرقانونی ثبت شد، معنی پیدا کرد. تقطیر غیرقانونی در دوران ممنوعیت (۱۹۲۰–۱۹۳۳) تسریع شد که طبق متمم هجدهم قانون اساسی ممنوعیت کامل تولید الکل را الزامی کرد. از آنجایی که این اصلاحیه در سال ۱۹۳۳ لغو شد، قوانین بر فرار از مالیات بر هر نوع الکل یا مشروبات مست کننده تمرکز دارند. قوانین قابل اجرا از لحاظ تاریخی توسط اداره الکل، تنباکو، اسلحه گرم و مواد منفجره وزارت دادگستری ایالات متحده اجرا می‌شد، اما اکنون معمولاً توسط سازمان‌های ایالتی اداره می‌شود. زمانی مأموران مجری در محاوره به عنوان «درآمد» شناخته می‌شدند.

### علم اشتقاق لغات
اولین نمونه شناخته شده از اصطلاح «مون‌شاین» که برای اشاره به الکل غیرقانونی استفاده می‌شود به نسخه ۱۷۸۵ فرهنگ لغت زبان مبتذل گروس که در انگلستان منتشر شد، مربوط می‌شود. قبل از آن، «مون‌شاین» به هر چیزی «توهم» یا به معنای واقعی کلمه به نور ماه اشاره می‌کرد. دولت ایالات متحده این کلمه را «اصطلاح خیال‌انگیز» می‌داند و استفاده از آن را بر روی برچسب محصولات تجاری تنظیم نمی‌کند، به همین دلیل، مون‌شاین‌های قانونی ممکن است هر نوع روحی باشند که باید در جای دیگری روی برچسب نشان داده شود.

### ممنوعیت در ایالات متحده
در دوران ممنوعیت ایالات متحده، تقطیر مون‌شاینی در شب برای جلوگیری از کشف انجام می‌شد. در حالی که مون‌شاینی‌ها پس از جنگ داخلی در مناطق شهری و روستایی اطراف ایالات متحده حضور داشتند، تولید مون‌شاین در آپالاشیا متمرکز شد زیرا شبکه جاده محدود فرار افسران درآمد را آسان می‌کرد و به دلیل دشوار و گران بودن حمل و نقل محصولات ذرت. همان‌طور که یک مطالعه روی کشاورزان در شهرستان کوک، تنسی، مشاهده می‌کند: «اگر ابتدا به ویسکی تبدیل شود، می‌توان ارزش بسیار بیشتری را در ذرت حمل کرد. یک اسب می‌تواند ده برابر بیشتر از ذرت در  ارزش حمل کند. دیگران، مانند آموس اونز از شهرستان رادرفورد، کارولینای شمالی و ماروین «پاپ کورن» ساتون از مگی ولی، کارولینای شمالی، مون‌شاین را در مناطق مجاور فروختند. زندگی ساتون در مستندی در کانال دیسکاوری به نام «مون‌شاینان» پوشش داده شد. یک بار فروشنده گفت که مالت (ترکیبی از ذرت، جو، چاودار) چیزی است که دستور العمل اصلی مون‌شاین را عملی می‌کند. در استفاده مدرن، اصطلاح «مون‌شاین» هنوز به این معنی است که مشروبات الکلی به‌طور غیرقانونی تولید می‌شود و گاهی اوقات از این اصطلاح بر روی برچسب محصولات قانونی استفاده می‌شود تا آنها را به عنوان تجربه نوشیدن ممنوعه به بازار عرضه کند.
پس از تقطیر مشروب، رانندگانی که به آنها "راننده" یا " بوتلگر " می‌گفتند، مشروبات الکلی مون‌شاینی و "بوتلگ" (واردات غیرقانونی) را در سراسر منطقه در خودروهایی که مخصوصاً برای سرعت و ظرفیت حمل بار اصلاح شده بودند، قاچاق می‌کردند.  خودروها از بیرون معمولی بودند اما با موتورهای سوپ‌دار، اتاق داخلی اضافی و کمک فنرهای سنگین برای تحمل وزن الکل غیرقانونی اصلاح شده بودند. پس از پایان ممنوعیت، رانندگان خارج از کار مهارت‌های خود را از طریق مسابقات سازماندهی شده حفظ کردند، که منجر به تشکیل گروه ملی مسابقات اتومبیل رانی سهام (NASCAR) شد. چندین "دونده" سابق به رانندگان مشهور این ورزش تبدیل شدند.
برخی از انواع ذرت که در ایالات متحده رشد می‌کردند، زمانی به دلیل استفاده از آنها در تولید مون‌شاین مورد توجه قرار گرفتند. یکی از گونه‌های مورد استفاده در مون‌شاین، ذرت جیمی رد، تقریباً با مرگ آخرین پرورش دهنده در سال ۲۰۰۰ منقرض شد. دو خوشه ذرت که به عنوان ذرت قرمز خونی، چخماق و سفت و با جوانه‌ای غنی و روغنی توصیف می‌شود، به تد چونینگ، که گونه را از انقراض نجات داده و شروع به تولید آن می‌کند، تحویل داده شد. در مقیاس وسیع تر